# Robert Lalonde
Pour les articles homonymes, voir Lalonde.
Robert Lalonde est un acteur, romancier et dramaturge québécois né à Oka le 22 juillet 1947.

## Biographie
Né à Oka en 1947, Robert Lalonde obtient un baccalauréat des arts au Séminaire de Sainte-Thérèse, puis il étudie pendant trois ans au Conservatoire d'art dramatique de Montréal. Dès 1970, il reçoit le premier prix d'interprétation et une bourse d'un an en Europe et aux États-Unis.
La Belle Épouvante (1981), son premier roman, remporte le prix Robert-Cliche. Son roman suivant, Le Dernier Été des Indiens (1982), publié aux éditions du Seuil, à Paris, reçoit le prix Jean-Macé. Le Petit Aigle à tête blanche (1994), son plus gros succès critique et public, est lauréat du prix du Gouverneur général 1994 et du Prix Jean-Hamelin 1995. Son œuvre a fait l’objet d’études universitaires.
Depuis la création du prix en 2012, il est membre du jury du Prix Hervé-Foulon,.
Robert Lalonde, surtout connu comme acteur et romancier, est également professeur d'art dramatique.
En 2020, il rend hommage au poète Gilles Hénault à l'occasion des célébrations Gilles Hénault — 100 ans, 100 regards, sur la Fabrique culturelle.

## Œuvre

### Romans
- La Belle Épouvante, Les Quinze éditeur, 1981 ; réédition, Paris, Julliard, 1981. Traduit en anglais par David Homel sous le titre Sweet Madness, Stoddart Publishing, 1982
- Le Dernier Été des Indiens, Paris, Éditions du Seuil, 1982 ; réédition, Paris, Seuil, coll. « Points.Roman » no R572, 1993. Traduit en anglais par Jean-Paul Murray sous le titre The Last Indian Summer, Ekstasis Editions, 2013
- Une belle journée d'avance, Paris, Seuil, 1986 (1re édition); Éditions du Boréal, 1998 (2e édition). Traduit en anglais par Neil Bishop sous le titre One Beautiful Day to Come, Ekstasis Editions, 1998
- Le Fou du père, Éditions du Boréal, 1988
- Le Diable en personne, Paris, Seuil, 1989 (1re édition); Éditions du Boréal, 1999 (2e édition). Traduit en anglais par Leonard W. Sugden sous le titre The Devil Incarnate, Ekstasis Editions, 1997
- L'Ogre de Grand Remous, Paris, Seuil, 1992 (1re édition); Éditions du Boréal, 2000 (2e édition). Traduit en anglais par Leonard W. Sugden sous le titre The Ogre of Grand Remous, Ekstasis Editions, 1995
- Sept lacs plus au nord, Paris, Seuil, 1993 (1re édition); Éditions du Boréal, 2000 (2e édition). Traduit en anglais par Jean-Paul Murray sous le titre Seven Lakes Further North, Ekstasis Editions, 2012
- Le Petit Aigle à tête blanche, Paris, Seuil, 1994 (1re édition); Éditions du Boréal, 2000 (2e édition). Traduit en anglais par Jean-Paul Murray sous le titre Little Eagle with a White Head, Ekstasis Editions, 2015
- Le monde sur le flanc de la truite, Éditions du Boréal, 1997. Traduit en anglais par Jean-Paul Murray sous le titre The World on the Side of a Trout, Ekstasis Editions, 2017.
- Le vacarmeur, Editions du Boréal, 1999. Traduit en anglais sous le titre de The Game Driver, Ekstasis Editions, à paraître
- Un jardin entouré de murailles, Éditions du Boréal, 2002
- Que vais-je devenir jusqu'à ce que je meure?, Éditions du Boréal, 2005. Traduit en anglais par Jean-Paul Murray sous le titre What Will I Become Until I Die? Ekstasis Editions, 2014
- Un jour le vieux hangar sera emporté par la débâcle, Éditions du Boréal, 2012
- À l'état sauvage, Éditions du Boréal, 2015
- Le Petit Voleur, Éditions du Boréal, 2016. Traduit en anglais par Jean-Paul Murray sous le titre The Little Thief, Ekstasis Editions, à paraître
- Un poignard dans un mouchoir de soie, Éditions du Boréal, 2018
- La reconstruction du paradis, Éditions du Boréal, 2021

### Recueils de nouvelles
- Où vont les sizerins flammés en été ?, Éditions du Boréal (1996)
- Espèces en voie de disparition, Éditions du Boréal (2007)
- Un cœur rouge dans la glace, Éditions du Boréal (2009)

### Théâtre
- Monsieur Bovary - ou Mourir au théâtre, (Théâtre), Éditions du Boréal, 2001

### Poésie
- Baie de feu, Écrits des Forges, 1991

### Traduction
- La Mémoire en fuite, Boréal/Flammarion, 1998, traduction par Robert Lalonde de Fugitive Pieces d'Anne Michaels

### Autres publications
- Le Monde sur le flanc de la truite - Notes sur l'art de voir, de lire et d'écrire; Montréal : Boréal, 1997 (1re édition), Paris : Éditions de l’Olivier, 1999 (2e édition). Traduit en anglais par Jean-Paul Murray sous le titre The World on the Side of a Trout, Ekstasis Editions, 2017
- Le Vacarmeur - Notes sur l'art de voir, de lire et d'écrire, Éditions du Boréal, 1999
- Des nouvelles d'amis très chers, Éditions du Boréal, 1999
- Le Vaste Monde, Paris, Seuil, 1999. Traduit en anglais par Neil Bishop sous le titre The Whole Wide World, Ekstasis Editions, 2001
- Iotékha', Éditions du Boréal, 2004
- C’est le cœur qui meurt en dernier, récit autobiographique, Éditions du Boréal, 2013. Traduit en anglais par Jean-Paul Murray sous le titre The Heart is What Dies Last, Ekstasis Editions, 2016
- Le Seul Instant, Éditions du Boréal, 2011
- La Liberté des savanes, Éditions du Boréal, 2017
- Fais ta guerre, fais ta joie, biographie romancée, Éditions du Boréal, 2019

## Honneurs
- Prix Robert-Cliche (1981), La Belle Épouvante
- Prix Jean-Macé, (1982), Le Dernier Été des indiens
- Prix Québec-Paris, (1985), Une belle journée d'avance
- Grand prix du livre de Montréal (1988), Le Fou du père
- Prix des lectrices Elle-Québec, (1992), L'Ogre de Grand Remous
- Prix littéraires du Gouverneur général 1994 et Prix Jean-Hamelin (1995), Le Petit Aigle à tête blanche
- 1999 : sa traduction du roman Fugitive Pièces de Anne Michaels, sous le titre La Mémoire en fuite, lui vaut d'être finaliste pour le prix de traduction John Glassco
- 2008: Finaliste au Prix littéraire des collégiens pour Espèces en voie de disparition[5]
- 2021 : Finaliste Prix du Gouverneur général : études et essais de langue française[6] pour La Reconstruction du paradis
- 2023 : Prix Athanase-David[7]

## Filmographie

### Cinéma
- 1996 : Les Feluettes (Lilies) de John Greyson : Le Baron
- 2002 : Séraphin : Un homme et son péché de Charles Binamé : Docteur Cyprien
- 2004 : Elles étaient cinq de Ghyslaine Côté : Paul
- 2004 : Mémoires affectives de Francis Leclerc : Agent Drolet
- 2005 : Sans elle de Jean Beaudin : Robert
- 2013 : Émilie de Guillaume Lonergan : Gabriel Paradis (Père d'Émilie)
- 2017 : C'est le cœur qui meurt en dernier : Le barman

### Télévision
- 1973 : Nic et Pic - épisode 17 : Nic et Pic en Russie (série télévisée pour enfants)
- 1986-1987 : Le Parc des braves (série télévisée) : Dr. Vincent Chouinard
- 1980 : Boogie-woogie 47 (série télévisée) : Irénée Pétrie
- 1990 : Cormoran (série télévisée) : Cardinal Tancrède
- 1991-1993 : Marilyn (série télévisée) : Raynald Cloutier
- 1992 : Montréal ville ouverte (série télévisée) : : Adhémar Raynaud
- 1995 : 4 et demi... (série télévisée) : Père d'Isabelle
- 1995 : Les Grands Procès (série télévisée) : Père Chabot
- 1999 : Rue l'Espérance (série télévisée) : Armand Champagne
- 2000-2001 : Le Canada : Une histoire populaire (série documentaire) : Pontiac (segment 4 : La bataille de l'Amérique)
- 2001 : Rivière-des-Jérémie (série télévisée): Félix Vidolin
- 2006 : Un homme mort (série télévisée): Michel Gendron
- 2014- : Au secours de Béatrice (série télévisée): Christophe Clément
- 2021- : Portrait Robot (série télévisée): ALSO